# Give Me Love (Give Me Peace on Earth)
Give Me Love (Give Me Peace on Earth) è un brano musicale di George Harrison pubblicato nel 1973, nonché canzone d'apertura del suo album solista Living in the Material World.
Venne pubblicato come singolo nel maggio 1973, ottenendo un notevole successo commerciale, raggiungendo il numero 1 nella classifica Billboard Hot 100 degli Stati Uniti (alla fine di giugno), il numero 8 in Gran Bretagna, il numero 7 in Francia, Paesi Bassi e Norvegia, il numero 9 in Canada e Nuova Zelanda risultando anche nella classifica dei cento più grandi successi di quell'anno.
Ironia della sorte, la canzone sostituì nella prima posizione statunitense il singolo My Love, dell'ex-amico e membro dei Beatles Paul McCartney, e fu seguita dalla canzone Will It Go Round in Circles di Billy Preston, che suonò con Harrison e McCartney durante le sessioni di Let It Be nel 1969. Il lato B del singolo contenente Give Me Love (Give Me Peace on Earth) era la canzone Miss O'Dell.
Give Me Love (Give Me Peace on Earth) è una delle canzoni più celebri dell'autore, sia presso il pubblico sia presso la critica, e contiene una serie di assolo di Harrison alla chitarra slide molto apprezzati. La registrazione segna un deliberato distacco dai suoi primi lavori post-Beatles, optando per una produzione più dimessa rispetto a quella dell'album All Things Must Pass e delle sue co-produzioni con Phil Spector nel periodo 1970-71. Oltre Harrison, gli altri musicisti che suonano nella traccia sono Nicky Hopkins, Jim Keltner, Klaus Voormann e Gary Wright. Nel testo, Harrison canta del suo desiderio di essere libero dal karma e dal costante ciclo della rinascita; nella sua autobiografia I, Me, Mine del 1980 George descrisse la canzone "una preghiera e una dichiarazione personale tra me, il Signore, e a chiunque interessi".

## Il brano

### Origine e storia
Come molte delle altre canzoni incluse in Living in the Material World, George Harrison scrisse Give Me Love (Give Me Peace on Earth) nel periodo 1971-72. Durante questo lasso di tempo, egli si dedicò completamente ad aiutare i profughi della guerra di liberazione bengalese, organizzando il The Concert for Bangladesh a New York, e pubblicando il singolo di beneficenza Bangla Desh (luglio 1971). In aggiunta, trascorse gran parte del suo tempo a destreggiarsi tra i problemi finanziari e legali seguiti alla sua iniziativa umanitaria. L'autore Andrew Grant Jackson scrisse che la frustrazione di Harrison provata in questi frangenti si rifletté in una certa cupezza di fondo presente nel materiale di Living in the Material World, anche se Harrison cercò di "mettere da parte la sua disillusione per il singolo principale tratto dall'album [Give Me Love]".
Lo stesso periodo coincise con il picco della devozione e del fervore religioso di Harrison nei confronti della religione induista. Harrison compose Give Me Love molto velocemente. Nella sua autobiografia del 1980, I, Me, Mine, Harrison ricordò il processo di scrittura del brano:
(George Harrison, 1980)

### Composizione
Give Me Love (Give Me Peace on Earth) prosegue nel solco della precedente My Sweet Lord, attraverso la fusione del bhajan indiano (o canto devozionale) con la musica gospel occidentale.
Nel testo, Harrison esprime la propria visione della vita nel mondo fisico. Dopo il passaggio strumentale introduttivo, la traccia inizia con il ritornello nel quale George aspira a una vita libera dal Karma della rinascita, o dalla reincarnazione: «Give me love, give me love, give me peace on earth / Give me light, give me life, keep me free from birth» ("Dammi amore, dammi amore, dammi pace sulla terra / Dammi luce, dammi vita, tienimi libero dalla nascita"). Queste parole sono portatrici di un messaggio semplice ed universale, che nel contesto dell'epoca, potevano essere associate sia all'ideale "peace and love" degli hippy, sia alla ricerca spirituale di Harrison. Il tema della liberazione dal concetto della rinascita perenne è presente anche in altre tracce del disco, come The Lord Loves the One (That Loves the Lord) e Living in the Material World.
Inoltre, Harrison chiede l'assistenza divina per "far fronte a questo carico pesante", mentre il suo dichiarato tentativo di "toccare e raggiungere il Signore con cuore ed anima" ricorda la sua stessa volontà di avere un rapporto diretto con Dio come cantato in My Sweet Lord. Queste due frasi, che completano il ritornello, implicano una mancanza o un'insoddisfazione da parte del cantante. Secondo l'autore Ian Inglis, esse sarebbero "un riconoscimento delle prove e delle tribolazioni che stava affrontando in un contesto più terreno" nel periodo post-Concert for Bangladesh.

### Registrazione

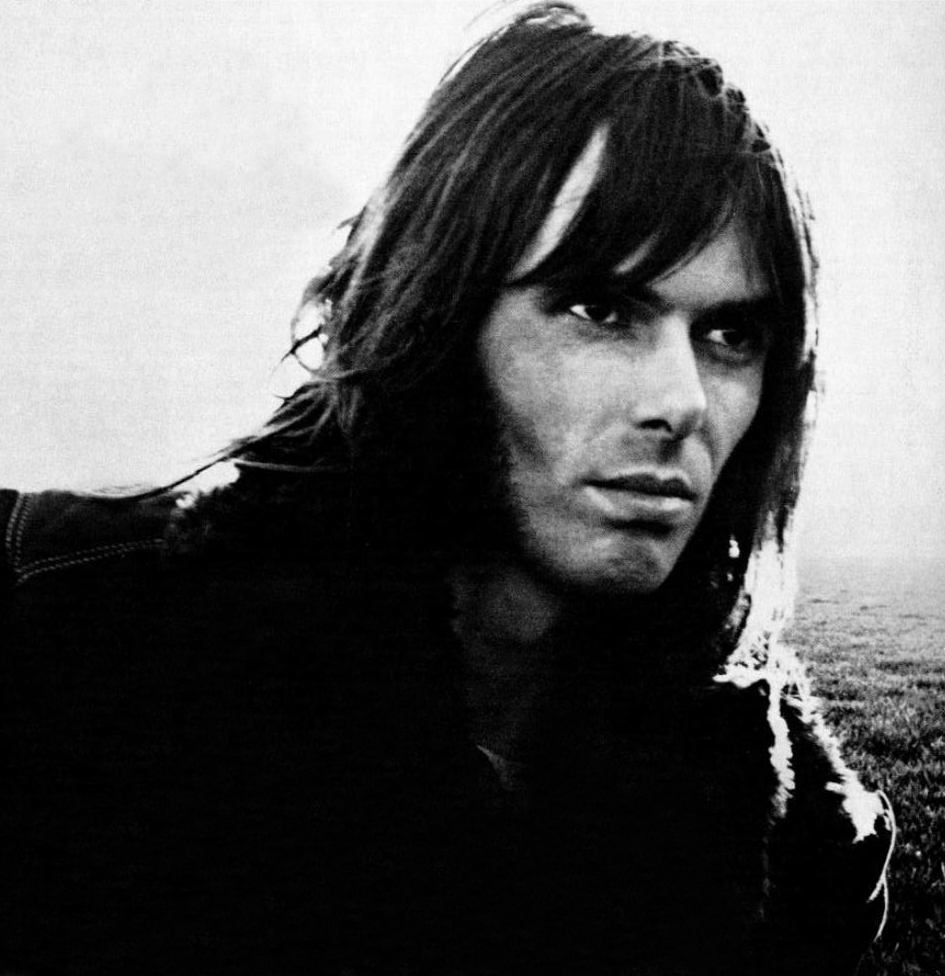
Il pianista Nicky Hopkins suonò nella canzone

Inizialmente la registrazione avrebbe dovuto essere prodotta da Phil Spector, ma il comportamento erratico del produttore fece ben presto capire a Harrison che avrebbe dovuto essere lui ad occuparsi di tutto il lavoro.
Come per la maggior parte di Living in the Material World, Harrison registrò la traccia base di Give Me Love nell'autunno del 1972 con l'assistenza dell'ex tecnico dei Beatles Phil McDonald. Le sessioni si svolsero presso lo studio casalingo di George a Friar Park, oppure agli Apple Studio di Londra. A differenze delle precedenti produzioni di Harrison con Spector, dove erano stati impiegati una grande varietà di strumentisti, per Give Me Love egli optò per una produzione più scarna e meno invadente. Altra importante differenza fu l'adozione da parte di Harrison di uno stile di produzione alla George Martin, simile a quanto da lui fatto con i Beatles.
Durante i primi due mesi del 1973 Harrison completò le sovraincisioni sulla traccia base, incluse due parti di chitarra slide, e il pianoforte di Nicky Hopkins suonato nel suo caratteristico stile melodico. La sezione ritmica è formata dal bassista Klaus Voormann e dal batterista Jim Keltner. Nel pezzo l'organo venne suonato da Gary Wright.

## Formazione
- George Harrison – voce, chitarre acustiche, slide guitar, cori
- Nicky Hopkins – pianoforte
- Gary Wright – organo
- Klaus Voormann – basso
- Jim Keltner – batteria

## Cover
- Jeff Lynne ha eseguito questo brano al Concert for George, nel 2002.
- La cantante brasiliana Marisa Monte interpretò Give Me Love per il suo album live A Great Noise (1997) (nella sua versione includeva un breve pezzo della canzone di Janis Joplin Me and Bobby McGee).
- Anche Dave Davies dei The Kinks registrato la sua versione della canzone di Harrison per l'album Kinked (2006).
- La canzone è stata eseguita occasionalmente anche da Elliott Smith, durante i suoi concerti.